# Triphleba ausoniae
Triphleba ausoniae är en tvåvingeart som beskrevs av Gori 2000. Triphleba ausoniae ingår i släktet Triphleba och familjen puckelflugor.
Artens utbredningsområde är Italien. Inga underarter finns listade i Catalogue of Life.